# New Castle, New York
New Castle är en kommun (town) i Westchester County i delstaten New York. Vid 2020 års folkräkning hade New Castle 18 276 invånare.